# Epic Records
Epic Records é uma gravadora norte-americana, que foi fundada em 1953, pela Columbia Records. Atualmente é de propriedade da Sony Music Entertainment,

## História
A Epic foi criada com o propósito de comercializar jazz, pop e música clássica, que não se enquadravam no selo Columbia Records. Seu logotipo amarelo, preto e azul logo se tornaria popular entre os consumidores.
Durante a década de 1960, a Epic começou a expandir seu catalogo, adicionando Rock and roll, R&B e Country music. A Sony Corporation comprou a Epic em 1987.
Entre os artistas que já passaram pela gravadora nos EUA estão nomes como: 
- Michael Jackson
- George Michael
- Wham!
- ABBA
- Shakira
- Jennifer Lopez
- Black Eyed Peas
- Cyndi Lauper
- Sade
- Mariah Carey
- Celine Dion
- Gloria Estefan
- Miami Sound Machine
- Donna Summer
- Patti LaBelle
- Black Sabbath
- Judas Priest
- Ozzy Osbourne
- Liza Minnelli
- AC/DC
- Jamiroquai
- Evanescence
- INXS
- Culture Club
- Europe
- Carly Simon
- Fleetwood Mac
- Rage Against The Machine
- Iron Maiden
- Pearl Jam
- Motörhead
- Tears for Fears
- Oasis
- Korn
- Duran Duran
- Billy Ocean
- Carole King
- Anastacia
- La Toya Jackson
- Good Charlotte
- Sean Kingston
- Camila Cabello
- Avril Lavigne
- Meghan Trainor
- Paloma Faith
- Natasha Bedingfield
- Zara Larsson
- Sara Bareilles
- Jessica Simpson
- Fiona Apple
- Mandy Moore
- Brandy Norwood
- Ciara
- T.I.
- 21 Savage
- Drake
- entre outros.

No Brasil: 
- Jota Quest
- Skank
- Sepultura
- Vanessa da Mata
- DJ Memê
- Gabriel, o Pensador
- Cidade Negra
- entre outros.